# Lapčani
Lapčani, hrvatski plemićki rod, jedno od dvanaestero plemena Kraljevine Hrvatske, koje je prema, Pacti conventi, imalo pravo birati hrvatskog kralja. Sjedište im je bilo u gradu Lapcu u Lučkoj županiji. Prvi poimenice poznati član roda Lapčana bio je Viniha Lapčanin, koji je oženio hrvatsku princezu Klaudiji, kćer kralja Zvonimira († 1089.) i navodno dobio Karin u miraz.
Prema dodatku iz 14. stoljeća u kronici Historia Salonitana Tome Arhiđakona († 1268.), župan Martin od roda Karinjana i Lapčana bio je jedan od hrvatskih predstavnika koji su sklopili sporazum s ugarskim kraljem Kolomanom (1102. – 1116.). Godine 1322. kralj Karlo I. (1301. – 1342.) dao im je povlastice, koje su potvrđivali i kasniji vladari. Ludovik I. Anžuvinac potvrdio im je 1360. godine posjed zemalja u Karinu, nakon čega se jedna njihova grana odvojila i počela nazivati - Karinjani.
Iz plemena Lapčana potječu Draškovići, Oršići i Utješinovići. Pop Martinac, hrvatski glagoljaški pisar, kaligraf i iluminator iz 15. stoljeća koji se smatra začetnikom hrvatskog domoljubnog pjesništva bio je iz roda Lapčana.

## Vanjske poveznice
- Lapčani - Hrvatska enciklopedija